# Sha-li-k'o-erh Shan
Sha-li-k'o-erh Shan är en bergskedja i Kina. Den ligger i den västra delen av landet, 3 600 km väster om huvudstaden Peking.